# Republica Galactică

Stema Republicii Galactice

Republica Galactică este un stat fictiv din universul Războiul Stelelor. Cunoscută în principal ca Vechea Republică, era cea mai mare și practic singura putere galactică de o asemenea mărime în timpul celei mai mari părți a istoriei galactice. Cuprindea zeci de mii de sisteme solare și 25.000 de ani de istorie. După lovitura de stat a lui Palpatine este reorganizată ca Imperiul Galactic.
Obi-Wan Kenobi îi spune lui Luke Skywalker că "De peste o mie de generații, Cavalerii Jedi au fost păzitorii păcii și dreptății în Vechea Republică. Înainte de vremurile întunecate. Înainte de Imperiu.".